# Ölziit, Khentii
Ölziit (tiếng Mông Cổ: Өлзийт) là một khu định cư nằm ở phần phía đông sum Kherlen, tỉnh Khentii, miền đông Mông Cổ, cách tỉnh lị Öndörkhaan 53 km và cách thủ đô Ulaanbaatar 297 km. Vào năm 2010, dân số của khu định cư là 1.110 người. Có bộ tộc Uriankhai sống tại đây.